# Religión mapuche
La religión mapuche o cosmovisión mapuche son las creencias y prácticas religiosas que son propias de la cultura del pueblo mapuche, un pueblo indígena que habita en Chile y Argentina.

## Generalidades

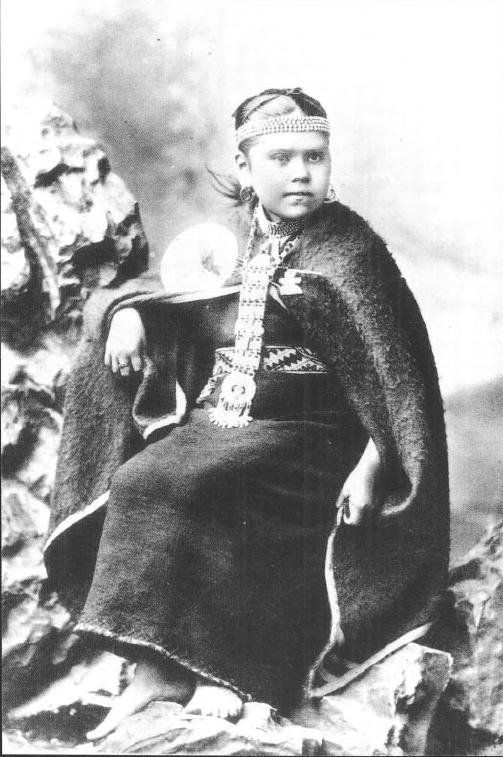
Hija del lonco Quilapán en 1860. Foto aparecida en el anuario de Chile de 1900

Al describir las creencias del pueblo mapuche, hay que señalar previamente que no existen registros escritos de las antiguas leyendas y mitos antes de la llegada española, puesto que sus creencias religiosas eran transmitidas oralmente. Esto hace que sus creencias se caractericen por no ser totalmente homogéneas, presentando variaciones y diferencias entre las distintas parcialidades, como también entre los diferentes grupos de poblaciones y familias que componían cada una, y que se distribuían en el territorio que ocupaba cada una de ellas. Igualmente, hay que tener en consideración que muchas de sus creencias han sido asimiladas a los mitos y leyendas del folclore de Chile, y, en menor medida, al folclore de algunas zonas de Argentina, por lo que muchas de ellas han sido alteradas, en mayor o menor medida, tanto por el cristianismo (debido en gran parte a la evangelización por parte de los españoles), principalmente a través del sincretismo, así como también por el resultado de una mala interpretación, o adecuación, del mito dentro de la sociedad de ambos países. Lo anterior también ha llevado a que se hayan producido variaciones y diferencias en muchas de estas creencias que fueron asimiladas dentro de la cultura de Chile y de Argentina e incluso dentro de la misma cultura mapuche.
Igualmente, por encima de las comparaciones y relaciones que existen entre las manifestaciones religiosas y la mitología de América del Sur que son comunes a todos los pueblos amerindios de este continente, las creencias religiosas y mitos de los mapuches se destacan por presentar unas características únicas que están en razón directa con el mapuche y su idiosincrasia, su moral, su vida social y, principalmente, sobre su visión cosmológica y costumbres religiosas

## El pensamiento espiritual indígena y Occidente
El tiempo cíclico es el modelo de pensamiento de muchos pueblos indígenas americanos, presente en la cultura del pueblo mapuche, que es la alternativa al modelo de pensamiento lineal diseñado por el racionalismo de Europa y el positivismo, el que ha impreso el modelo mental existente en el mundo occidental por los últimos 400 años. El tiempo lineal que corresponde a una revolución filosófica judía basada en el zoroastrismo se presenta como oposición a la teoría del tiempo cíclico. Su manera de entender el tiempo fue fundamental para el desarrollo de Occidente y lo que conocemos como modernidad.
Debido a ello, desde el mundo indígena se señala que «Occidente ha negado permanentemente la existencia de una filosofía indígena, relegándola a la categoría de simple cosmovisión, folklore o pensamiento mítico». La interacción del pensamiento lineal con el cíclico se ha llevado a cabo por medio del sincretismo, pero esta interacción afectaría la esencia de las creencias mapuche, ya que cambia el fondo de su visión del Universo imponiendo una lineal.

## Cosmovisión

Imagen del Meli witran mapu.

En la cultura mapuche tradicionalmente se representa el universo como una serie de planos superpuestos: 
- Wenu Mapu ("Tierra de Arriba"), el cielo en que residen seres protectores y los espíritus de los antepasados; Nag Mapu ("Tierra de Abajo"), el mundo en que habitan los seres humanos, animales, plantas y ciertos seres espirituales; y Miñche Mapu ("Tierra de Debajo"), un mundo subterráneo que cobija a seres hostiles a la humanidad.
- El Nag Mapu se compartimenta de acuerdo a las cuatro identidades territoriales mapuches y se simboliza como Meli Witran Mapu ("Cuatro esquinas del mundo"): la Puel Mapu, el este, Pikun Mapu, el norte, Lafken Mapu, el oeste, y Willi Mapu, el sur.
- La divinidad posee cuatro facetas, que se asocian a las cuatro virtudes más ponderadas: kuse (la anciana) a la sabiduría, fücha (el anciano) a la rectitud, üllcha domo (la joven mujer) a la bondad y weche wentru (el joven varón) a la fortaleza.

En términos estrictos y en el uso cotidiano y filosófico el término Wallmapu ha sido definido como "Universo".
La enseñanza de su cosmovisión dada a los niños la realizan mediante el cultrún.[cita requerida] La cosmovisión en el pensamiento religioso mapuche, antes de cualquier influencia cristiana, puede resumirse de la siguiente forma:

### En el plano vertical (espiritual)
Tanto la humanidad (che), como los espíritus de los antepasados, Pillán, participan de los dos mundos, manteniendo un equilibrio dinámico entre el bien y el mal. El mundo donde vive el hombre es llamado Mapu, y sobre este, el Ankawenu (cielo). De manera didáctica, diremos que son tres las dimensiones que, interrelacionadas, conforman la estructura del universo Mapuche en el plano vertical:
- Wenu Mapu: En el extremo superior de la Nag Mapu está la Wenu Mapu, la tierra de arriba, espacio sagrado e invisible donde habitan la familia divina, los espíritus del bien y los antepasados mapuche.[4]
- Nag Mapu: Se denomina así a la tierra central, también conocida como "la tierra que andamos", aquel espacio visible que es habitado por los hombres y la naturaleza.[4]
- Miñche Mapu: En el extremo inferior de la Nag Mapu, está la Miñche Mapu, la tierra de abajo, donde se encuentra la fuerza del mal o espíritus malignos.[4]

### En el plano horizontal(terrenal oNag Mapu)
Igualmente, es por ello que, en el aspecto ritual, la religiosidad mapuche no se expresa por medio de templos u otras construcciones con carácter de sacralidad. Al contrario, se traduce en un íntimo contacto con la naturaleza, los Ngen, y la tierra representada en la Ñuke Mapu. Por lo tanto un claro en el bosque, rodeado por árboles (ojalá canelos) y purificado a través de bailes rituales, se convierte en el templo más sagrado. La sola construcción que admiten es el rewe, un tronco de canelo en el que han sido labrados unos altos peldaños que permiten al oficiante, el Machi o el Ngenpin, subir a su ápice.

## Cosmogonía
La cosmogonía mapuche ubica el origen de los mapuches en la Ñuke Mapu. Se dice que, antes de poblar la tierra, los espíritus miraban desde arriba y veían todo desierto, hasta que les fue permitido enriquecerla con innumerables formas distintas, hechas con el material de las nubes; luego bajaron los hombres del cielo, conociendo el lenguaje de la naturaleza, y trajeron el idioma mapuche, que es el mismo que se habla en el cielo. Los espíritus les prometieron que los harían regresar en el futuro.

### Trengtreng y Kaykay
Otro mito cosmogónico más conocido describe los hechos finales sobre la creación de la geografía de Chile a través de la leyenda de Tenten Vilu y Caicai Vilu. Producto de la interacción histórica entre sus mitos y la religión cristiana, actualmente este mito en la versión mapuche, y principalmente huilliche, se encuentra profundamente entroncado con la historia bíblica del diluvio. Debido a ello, más tarde los propios mapuches interpretarían este gran suceso como un renacer del mapuche y un fenómeno que se repite a lo largo del tiempo, como una limpieza y una renovación macroestacional.
No obstante, esta relación entre el Diluvio Universal fue creada por cristianos, pues el relato original mapuche nos da cuenta no de una lluvia sino de un cataclismo generado por un terremoto y un posterior tsunami, un hecho mucho más probable en un lugar como la costa occidental de Sudamérica.

### Divinidades y espíritus de los antepasados
Las creencias religiosas mapuche se fundamentan principalmente en el culto a los espíritus de los antepasados (míticos o reales), y a espíritus y/o elementos de la naturaleza. Estos espíritus no corresponden a “divinidades”, como comúnmente se entiende en el mundo occidental. Referente a las divinidades, tampoco en la religiosidad mapuche más antigua existe un espíritu principal que sea considerado “Dios” supremo, creador del universo y del hombre, si bien la palabra “Ngenechén” generalmente viene traducida como “Dios”. Esta relación Dios-Ngenechén se trataría de una equivalencia forzosa, creada por los jesuitas en su afán misionero en los siglos XVII y XVIII, con el fin de hacer más aceptable y comprensible el concepto cristiano. La influencia jesuita (quienes, por otra parte, eran grandes estimadores de la profundidad del pensamiento trascendental mapuche) creó un gran número de equivalencia que realmente no corresponden como tal, pero que, sin embargo, fueron absorbidas por la cultura mapuche, naturalmente sincrética, generando con ello una enorme confusión y alteración que hasta la actualidad no se ha logrado superar.
Al describir a las divinidades y espíritus de los antepasados, estas se pueden dividir en:
- Ngen: Espíritus primordiales (En la visión Mapuche, los Ngen representan la esencia de las cosas que existen en el mundo).
- El: Espíritus creadores primordiales (En la visión Mapuche, los El representan la esencia creadora de las cosas que existen en el mundo).
- Pillán: Espíritus benignos masculinos.
- Wangulén: Espíritus benignos femeninos.
- Wekufe: Espíritus malignos.

Sin embargo en la visión Mapuche, el mal y el bien no están tan radicalmente contrapuestos como en la cultura cristiana, así que puede ocurrir que los wekufe actúen para bien y los pillán para mal, sin que se produzca alguna confusión entre estas dos clases de espíritus.
- Pu-am: Es la representación del alma o ánima universal.
- Am: Alma o ánima de los seres vivos.

Los seres más importantes serían:
- Ngenechén: Espíritu o deidad que gobierna a los humanos.
- Antu o Chau: Llamado también Antu fucha (anciano rey sol). Antu además tendría una dimensión femenina llamada Antu kuche (anciana reina luna), que en realidad sería la representación de su esposa Kuyén.
- Elche: Espíritu creador del hombre.
- Elmapu: Espíritu creador del mapu (Tierra).

También se afirma que sería un solo creador con distintos nombres, esto probablemente debido a la influencia cristiana.
Los espíritus antiguos, existentes antes de la creación del Mapu, comprendían y estaban representados por los Ngen, El, Pillán y Wangülén, quienes están hechos de luz, pasión, intuición, sueño y comprensión. Estando todos ellos relacionados con el Pu-am, que participa de todos ellos y en donde todos ellos son parte de él. Todos ellos serían seres sin edad, ya que son muy antiguos, pero también jóvenes.

## El ser humano en la mitología mapuche
El origen mitológico del mapuche El objetivo del ser humano en el Mapu, es poblarla y cuidarla, mientras espera la llegada de todos los espíritus a este mundo. Los descendientes de los primeros seres humanos formaron el Lituche (pueblo primordial, originario).

### El ánima y la muerte del ser humano

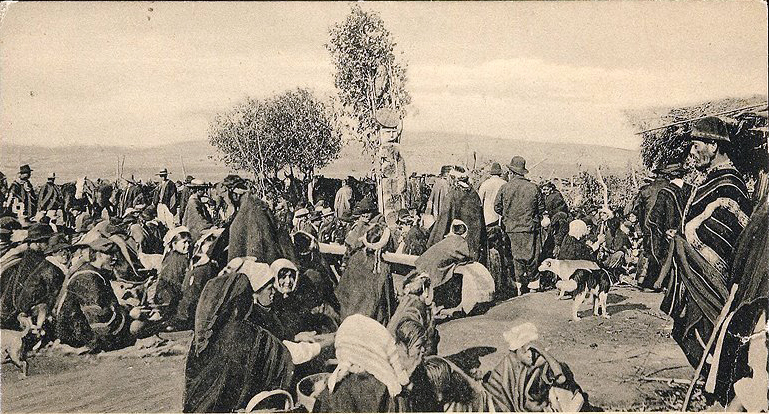
Entierro mapuche en Concepción, circa 1901-1903, con un chemamull al centro.

Para el mapuche, el ánima del ser humano siempre vive en íntimo contacto con la naturaleza, ejemplo de ello es la celebración de todos sus rituales en los claros entre los árboles. Para ello, antes que todo, existe el Pu-Am, un ánima universal que permea todo lo viviente. De esta ánima universal se desprende la de cada hombre, el Am, que acompaña su cuerpo hasta que muere. Sin embargo, no solo el ser humano tiene su Am, todo ser viviente posee su propia ánima. Solamente los wekufe no poseen ánima.
En relación con la muerte carnal del hombre, cuando el hombre muere, su Am se convierte en Pillü y se resiste a alejarse de su cuerpo. Pero el estado de su pillü es muy peligroso, pues el wekufe puede adueñarse de esa ánima y esclavizarla o ser usada por los Calcu. Para salvarse, ella tiene que viajar a la isla de Ngill chenmaiwe que los muertos pueden alcanzar con las ayuda de las Trempulcahue; en este lugar se convertirá en Alwe. Por esto, en el funeral, los parientes y amigos del difunto tratan de ahuyentar su ánima con gritos y golpes. Bajo la forma de alwe, el ánima podrá regresar cerca de sus queridos sin que los wekufe puedan amenazarla y así ayudar a sus descendientes, sobre todo a sus nietos. En algunos casos, cuando el ser humano ha logrado alcanzar su superación en la isla Ngill chenmaiwe, el pillü puede lograr transformarse en pillán o en wangulén. Finalmente, con el transcurrir del tiempo, cuando ya los descendientes del muerto han perdido la memoria del difunto, su alwe vuelve a reunirse al Pu-Am y así el ciclo alcanza su conclusión.

### El recorrido espiritual del ser humano
Para la cultura mapuche, el fin del ser humano es terminar de recorrer un camino que le permita el conquistar el conocimiento en sus cuatro formas:
- Creatividad
- Imaginación
- Intuición
- Comprensión

Si el ser humano logra cumplir con este camino, alcanza el conocimiento de su propio ser y de su rol, es decir, se adueña de su propio filew (destino) y en la conclusión de su vida terrenal puede convertirse en un pillán. Por lo tanto no hay una separación neta entre el espíritu divino y los seres humanos, no solamente porque los segundos han sido engendrados por los primeros, sino porque pueden ellos mismos convertirse en pillán, si son hombres, o en wangulén, si son mujeres, y llegar así a vivir en el wenumapu. De aquí la importancia extraordinaria que adquiere para la cultura mapuche el respeto hacia los padres, y muy especialmente hacia los abuelos, que es el primero de entre todos los deberes del admapu, el conjunto de las tradiciones. Para que el ánima de un ser humano puede convertirse en pillán o en wangulén, debe de existir una gran descendencia que siga recordando al muerto y honrando su memoria. Por lo tanto tener numerosos hijos que a su vez engendren un gran número de nietos es una necesidad fundamental para cada mapuche. Por ello el no tener descendencia sería para el mapuche un verdadero drama, ya que queda comprometida la posibilidad de cumplir con su filew y de alcanzar al wenumapu.
Así en la visión del mundo Mapuche, los espíritus de los antepasados, los Pillán, y también los numerosos Ngen intervienen muy a menudo en los asuntos humanos a través del dominio de las fuerzas naturales. Asimismo, lo hacen los Wekufe, por lo general con la ayuda de los Calcu. Los primeros premian a los hombres que se mantienen fieles al admapu a través de los frutos de la naturaleza, mientras castigan (o permiten que los Wekufe castiguen) con la sequía o las inundaciones, los terremotos y las enfermedades.

## Concepción colorista del cosmos

Bandera Wenufoye creada en 1992.

Entre los mapuches, el color está íntimamente asociado a la visión del cosmos y sus respectivas plataformas.
- El azul (kallfü) es un color óptimo y los veremos frecuentemente en los niveles concretos de la vida cotidiana, tales como los pañuelos con que las mujeres mapuches cubren sus cabezas, las prendas de vestir, la pintura de las habitaciones y la decoración y ornamentación generales.[cita requerida] Asimismo, el blanco y azul son los colores rituales por excelencia, presentes en los principales emblemas de la machi y del guillatún. estos dos colores están siempre presentes en la visión del espacio sobrenatural benéfico. Sin embargo, su ordenación respectiva no parece ser fija ni estar regida por principios normativos, puesto que ellos son colores percibidos naturalmente en el cielo según el azar de las alternativas meteorológicas o climáticas.
- El negro (kurü) simboliza a la lluvia, al poder material y espiritual, lo ven azul muy intenso, por lo general lo usa la gente de poder como los lonko, ulmen y machis, lo que puede deberse a que es la tintura más difícil de hacer para el telar tradicional mapuche.
- El rojo (kelü) se asocia comúnmente a la lucha o pelea, al belicismo o guerra y a la sangre; consecuentemente, el rojo es el color prohibido en el guillatún. Sin embargo, el rojo también posee connotaciones positivas al relacionarse con las flores del campo y, en especial, con el copihue.
- El verde (karü) simboliza a la naturaleza en todo su esplendor y exuberancia; es el color de la germinación de la tierra y, por ende, de su fertilidad y el color de la propia tierra.

## Personajes de las creencias mapuches

### Seres humanos dentro de las creencias mapuches
La religión mapuche no es una religión institucionalizada, no hay templos ni casta sacerdotal.
- Kalku[n 2]
- Machi: Es un hombre o mujer que sirve de intermediario entre el mundo de lo visible y el mundo de lo invisible. Conoce todos los lawen (del mapudungún: lawen ‘medicamentos’) naturales y sus usos. Es la autoridad de la medicina tradicional y conocedora de los secretos del mundo mapuche. Ser escogido, que cumple un rol religioso de txemon (del mapudungún: txemon ‘sanación’), mediante la ceremonia conocida como machitún.
- Dungumachife: Intermediario entre el lof y el newen (poder) de la machi cuando se encuentra en küymi (trance), donde él se desempeña como intérprete o asistente en la sanación.
- Ngenpin: Dueño de la palabra, orador oficial y guía espiritual durante la realización de los rituales.[n 3] Cuando coincide con la persona del lonko se le denomina genpin lonko Zugu.
- Pelom: Personas con características especiales que pueden conocer el futuro.

### Seres mitológicos
- Anchimallén[n 4]
- Chonchón[n 5]
- Colo Colo
- Cuero
- Epunamun[n 6]
- Gualicho[n 7]
- Guallipén[n 8]
- Guirivilo
- Laftrache
- Piuchén
- Sumpall
- Trelke-wekufe
- Trempulcahue
- Trentren Vilu y Caicai Vilu
- Zapan-Zucum[n 9]

Específicamente Huilliches:
- Canillo
- Chaotroquin
- Huenteao
- Millalicán
- Pucatrihuekeche